# Achichinalco
Achichinalco är en ort i Mexiko.   Den ligger i kommunen Ajalpan och delstaten Puebla, i den sydöstra delen av landet, 250 km öster om huvudstaden Mexico City. Achichinalco ligger 1 818 meter över havet och antalet invånare är 541.
Terrängen runt Achichinalco är bergig åt nordost, men åt sydväst är den kuperad. Runt Achichinalco är det ganska tätbefolkat, med 144 invånare per kvadratkilometer. Närmaste större samhälle är Tecpantzacoalco, 5,2 km väster om Achichinalco. I omgivningarna runt Achichinalco växer i huvudsak städsegrön lövskog.